# Dendrobium virgineum
Dendrobium virgineum är en orkidéart som beskrevs av Heinrich Gustav Reichenbach. Dendrobium virgineum ingår i släktet Dendrobium, och familjen orkidéer. Inga underarter finns listade i Catalogue of Life.